# 卍斎一昇
卍斎 一昇（まんじさい いっしょう、生没年不詳） とは、江戸時代の浮世絵師。

## 来歴
葛飾北斎の晩年の門人。俗名不明、卍斎と号す。作画期は文化から文政頃にかけてで、作は肉筆画が知られる。画風は北斎に似るといわれている。

## 作品
- 「橋上薪負老人図」　紙本淡彩　ボストン美術館所蔵　※「卍斎一昇」の落款、印文不明の朱文円印あり
- 「狼退治図」　絖本淡彩